# انفجار خط أنابيب ذاكرة التخزين المؤقتة
انفجار خط أنابيب ذاكرة التخزين المؤقتة (pipeline burst cache) هو نوع من ذاكرة التخزين المؤقتة والتي تخزن بشكل متتالي المنقولات بعد أن يصل الناقل الأول إلى حالة السكون. أول تطبيق لهذا النوع من ذاكرة التخزين المؤقتة كان في معالج إنتل بنتيوم.
أكثر الـSRAM شيوعاً في الاستخدام في هذا الوقت. عن طريق استخدام سجلات المخرجات/المدخلات ويفقد دورة زمنية واحدة لكن يحصل على سرعة أكبر للدخول التالي. وهو أسرع من تزامن انفجار ذاكرة الوصول العشوائية بمرتين.

## وصلات خارجية
- ماهو انفجار خط أنابيب ذاكرة التخزين المؤقتة؟